# My Truth
My Truth utkom den 17 maj 1999 och är den svenska popsångerskan Robyns andra album.

## Låtlista
| Nr  | Titel                      | Kompositör                                        | Producent(er)         | Längd |
| --- | -------------------------- | ------------------------------------------------- | --------------------- | ----- |
| 1.  | Play                       | Robyn, Ulf Lindström, Johan Ekhé                  | Lindström & Ekhé      | 3:58  |
| 2.  | My Only Reason             | Robyn, Billy Mann                                 | Billy Mann            | 4:00  |
| 3.  | Underneath the Heart       | Robyn, Mann                                       | Mann                  | 4:22  |
| 4.  | Electric                   | Robyn, Lindström, Ekhé                            | Lindström & Ekhé      | 5:09  |
| 5.  | My Truth                   | Robyn, Cherno Jah, Rickie Fambro                  | Cherno Jah            | 3:52  |
| 6.  | Main Thing                 | Robyn, Louie Vega, Kenny Gonzalez, Roger Williams | Masters At Work       | 4:42  |
| 7.  | Healthy Love (feat. Cindy) | Robyn, Centerius Lewis, Johan Ekhé, Ulf Lindström | Lindström & Ekhé      | 4:40  |
| 8.  | Monday Morning             | Robyn, Mann                                       | Lindström & Ekhé      | 4:29  |
| 9.  | Giving You Back            | Robyn, Donnie Boynton, Rickie Fambro              | Fambro                | 5:01  |
| 10. | 88 Days                    | Robyn, Mann                                       | Mann, Internal Dread* | 3:58  |
| 11. | Long Gone                  | Robyn, Lindström & Ekhé                           | Lindström & Ekhé      | 4:33  |
| 12. | Not on the Inside          | Robyn, Mann                                       | Christian Falk        | 4:12  |
| 13. | Universal Woman            | Robyn                                             | Falk                  | 5:11  |